# 彩虹星额蜂鸟
，是雨燕目蜂鸟科的一种鸟类。
彩虹星额蜂鸟体重约6.9克，翼长约80.1毫米，嘴峰长约37.1毫米，喙宽度约2.4毫米，喙厚度约2.5毫米，跗蹠长约6.3毫米，尾长约54.2毫米。彩虹星额蜂鸟在其分布区内为留鸟，其栖息在密集的高大树木组成的森林中，食性为草食性，主要食物来源是植物的花蜜。

## 亚种
- ：分布于厄瓜多尔中南部昆卡的安第斯山脉地区。
- ：分布于厄瓜多尔南部洛哈至秘鲁北部皮乌拉的安第斯山脉地区。
- ：分布于秘鲁北部的安第斯山脉地区。
- ：分布于秘鲁北部马拉尼翁河以东的安第斯山脉地区。
- ：分布于秘鲁西北部卡哈马卡的安第斯山脉。
- ：分布于秘鲁北部卡哈马卡和拉利伯塔德大區的马拉尼翁河以西地区。[4]